# Arri
La Arnold & Richter Cine Technik GmbH & Co. Betriebs KG in forma breve ARRI è un gruppo industriale tedesco specializzato in attrezzature professionali per il cinema, in particolare cineprese.

## Storia
La Arri è stata fondata nel 1917 da August Arnold e Robert Richter con il nome Arnold & Richter Cine Technik. Nel 1924 producono la loro prima cinepresa, la Kinarri 35, piccola e portatile. Nel 1937 presentano la Arriflex 35, una cinepresa professionale reflex la cui tecnologia è usata ancora oggi su quasi tutte le cineprese. La prima produzione hollywoodiana ad usare questa cinepresa è stata La fuga, un film del 1947 con Humphrey Bogart e Lauren Bacall
Negli anni successivi la Arri estende la sua produzione anche a tutti gli aspetti della produzione cinematografica inclusi dispositivi di illuminazione e strumenti di post produzione digitale.
Nell'aprile 2016 ARRI ha acquisito da Sachtler / Vitec Videocom la serie di stabilizzatori per macchine da presa artemis inventati da Curt O. Schaller.
Nel 2025, Curt O. Schaller ha ricevuto l'Academy Scientific and Engineering Award per il concetto, la progettazione e lo sviluppo del sistema Trinity-2.
In riconoscimento dei suoi prodotti innovativi la Arri ha ricevuto 18 premi dalla Academy of Motion Picture Arts and Sciences

## Cineprese

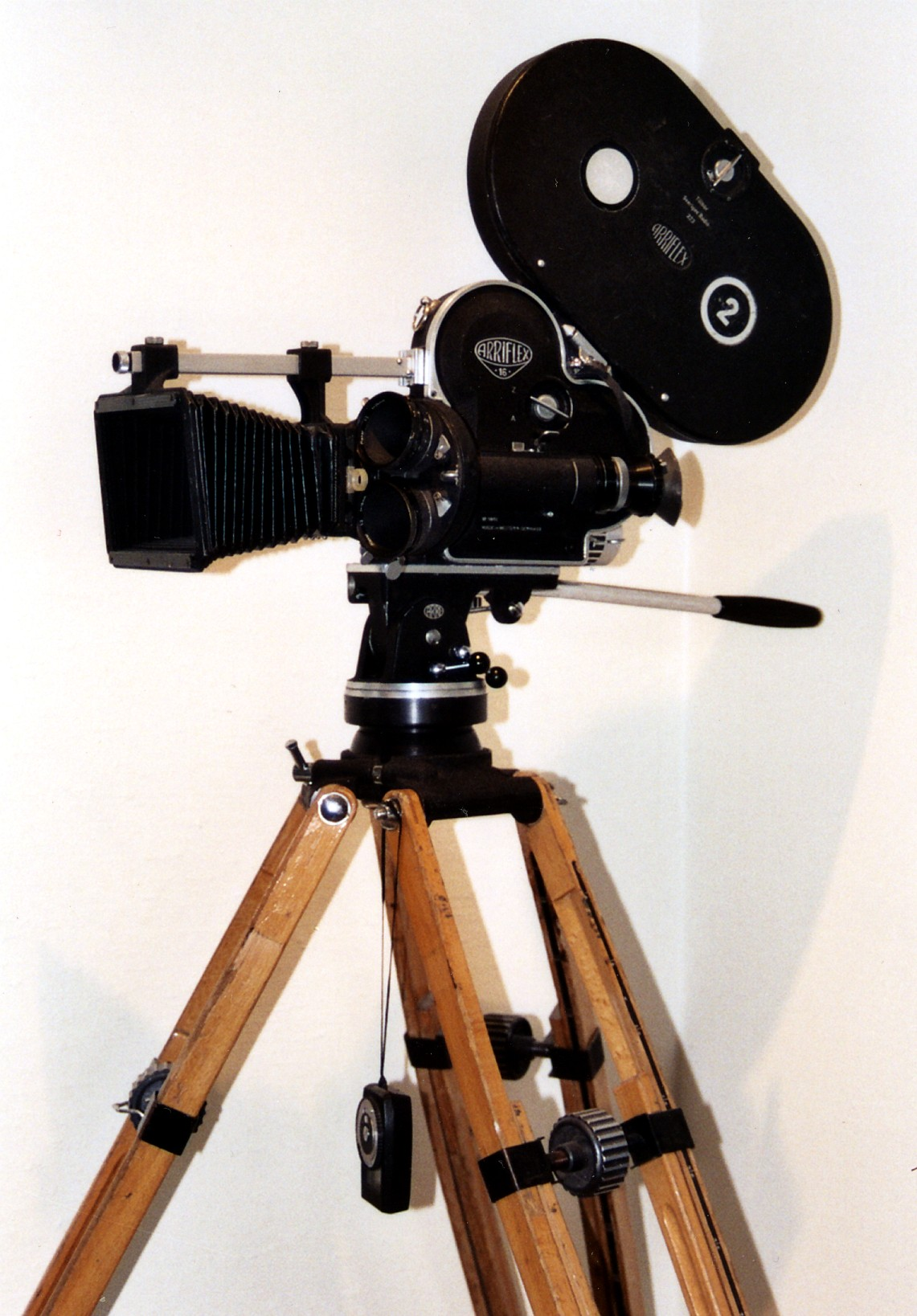
La Arriflex 16ST, una diffusa cinepresa muta 16 mm.

- Kinarri 35 (1924)
- Kinarri 16 (1928)
- Arriflex 35 (1937)
- Arriflex II (1946)
- Arriflex 16ST (1952)
- Arriflex 16M (1962)
- Arriflex 16BL (1965)
- Arritechno 35 (1971)
- Arriflex 35BL (1972)
- Arriflex 16SR (1975)
- Arriflex III (1979)
- Arriflex 765 (1989)
- Arriflex 535 (1990)
- Arriflex 435 (1995)
- Arricam (2000)
- Arriflex 235 (2004)
- Arriflex D-20/21 (2005)
- Arriflex 416 (2006)
- Arri Alexa (2010)
- Arri Amira (2013)